# Trichocolea argentea
Trichocolea argentea là một loài rêu trong họ Trichocoleaceae. Loài này được Herzog mô tả khoa học đầu tiên năm 1924.